# Mavado (cantante)
David Constantine Brooks  (Kingston; 30 de  noviembre de 1980), más conocido por su nombre artístico Mavado, es un músico de dancehall jamaicano.

## Semblanza
Mavado se crio en una zona conocida como "Cuba", en el corazón de Kingston, Jamaica. Su ídolo de la infancia se convirtió en su mentor cuando a la edad de 15 años, Bounty le mostró los entresijos de la industria de la música. Decidió llamarse a sí mismo "Mavado" en referencia al nombre del reloj suizo Movado, alterando su ortografía.
Su single de debut, "McKoy Real", producido por la Anger Management Riddim en 2004, le proporcionó un éxito inmediato. Más adelante firmó con Follow-up Records, productora con la que presentó su trabajo "Weh Dem a Do" en el Red Bull & Guinness Riddim. Después de una serie de éxitos en 2005 y 2006, Mavado lanzó el álbum "Gangsta for Life: The Symphony of David Brooks". "Whe Dem A Do" y "Dying", dos singles del álbum, tuvieron presencia en las listas de R&B/Hip-Hop de las emisoras de radio de Nueva York.
Ese mismo año fue arrestado y fichado por la policía de Jamaica acusado de posesión ilegal de armas. Durante la custodia policial, el cantante afirma que fue arrojado por una ventana, lo que le causó que se le cortaran tres dedos, que le fueron reimplantados en un hospital local. La policía afirmó que Mavado escapó de la custodia mientras estaba en el hospital. El incidente hizo que se le negara la entrada en los Estados Unidos poco tiempo después. Fue nuevamente arrestado y acusado de disparar intencionalmente y por posesión ilegal de arma de fuego en relación con un suceso ocurrido 27 de julio de 2007.  Posteriormente sería exonerado de todos los cargos.
En marzo de 2008, Mavado recibió una ofertar para realizar una interpretación de su canción "McKoy Real" para el videojuego Grand Theft Auto IV # 4 "Todo el mundo es una rata". "McKoy Real", junto con "Last Night" (ambas del álbum "Gangsta for Life"), también aparecen como parte del juego, emitidas por la estación de radio "Radio B masiva".
En noviembre de 2009, Mavado perdió frente a Sean Paul para el premio al Mejor Artista Reggae en los Soul Train Music Awards. Ganó el premio de 2010 del EME singjay Masculino del Año.
En 2008 recibió el prestigioso premio MOBO del Reino Unido al Mejor Artista de Reggae.
En abril de 2010 interpretó a un gánster en una canción para el álbum de Drake, Thank Me Later. Formó su propio sello, Mansion Records, en 2011, debutando con el sencillo "Delilah". Junto con Bounty Killer, ha citado a 2Pac como un ídolo de la infancia, comparando la vida del rapero fallecido con la suya. En 2011, grabó con el artista británico Chipmunk la canción "Every Gyal".

## Discografía

### Álbumes
- Gangsta for Life: The Symphony of David Brooks (julio de 2007)
- Mr. Brooks... A Better Tomorrow (marzo de 2009)

### Sencillos
Como artista principal
- 2011: «Delilah»
- 2012: «Take It» (con Karian Sang)
- 2013: «Give It All To Me» (con Nicki Minaj)[2]

Colaboraciones
- 2008: «Caribbean Connection» (Lil' Kim con Wyclef Jean & Mavado)
- 2011: «Badman Place» (Busy Signal con Mavado)
- 2011: «Every Gyal» (Chipmunk con Mavado)
- 2012: «One by One» (Laza Morgan con Mavado)
- 2013: «Lighters Up» (Snoop Lion con Popcaan & Mavado)
- 2013: «Lady Patra» (Iggy Azalea con Mavado)
- 2017: «Unchanging Love» (DJ Khaled con Mavado)
- 2019: «Hot Gyal» (de XXXTentacion con Tory Lanez)